# サムズ・クラブ
サムズ・クラブ（Sam's Club）は米ウォルマートが1983年に設立した会員制スーパーマーケット（ホールセールクラブ）。ウォルマート創立者サム・ウォルトンにちなんで名づけた。2019年1月期では578億9300万ドルの売上高で、ホールセールクラブとしてはコストコに次いで2位である。平均店舗面積は約134,000平方フィートである。
1号店はミッドウェストシティ (オクラホマ州)。現在は全米600店舗を持つ。また海外でもメキシコやブラジル、中国に展開している。